# Mimosicerya hempeli
Mimosicerya hempeli är en insektsart som först beskrevs av Cockerell 1899.  Mimosicerya hempeli ingår i släktet Mimosicerya och familjen pärlsköldlöss. Inga underarter finns listade i Catalogue of Life.